# Sky100
Lo Sky100 (cinese tradizionale:天際100) è un grattacielo di Hong Kong alto 392 metri con 108 piani.

## Descrizione
È il più alto albergo a 6 stelle in Asia. Possiede un punto di osservazione al 100º piano con una piattaforma coperta a 360 gradi progettato dallo studio internazionale di architettura Kohn Pedersen Fox. Inoltre, c'è una caffetteria che serve snack locali e bevande, nonché un ristorante che propone cucina internazionale al 101º piano.
È anche un luogo dove si organizzano eventi locali e internazionali come mostre, premi, spettacoli o anche eventi privati, diventando per questo un punto di riferimento per la città.

## Galleria d'immagini

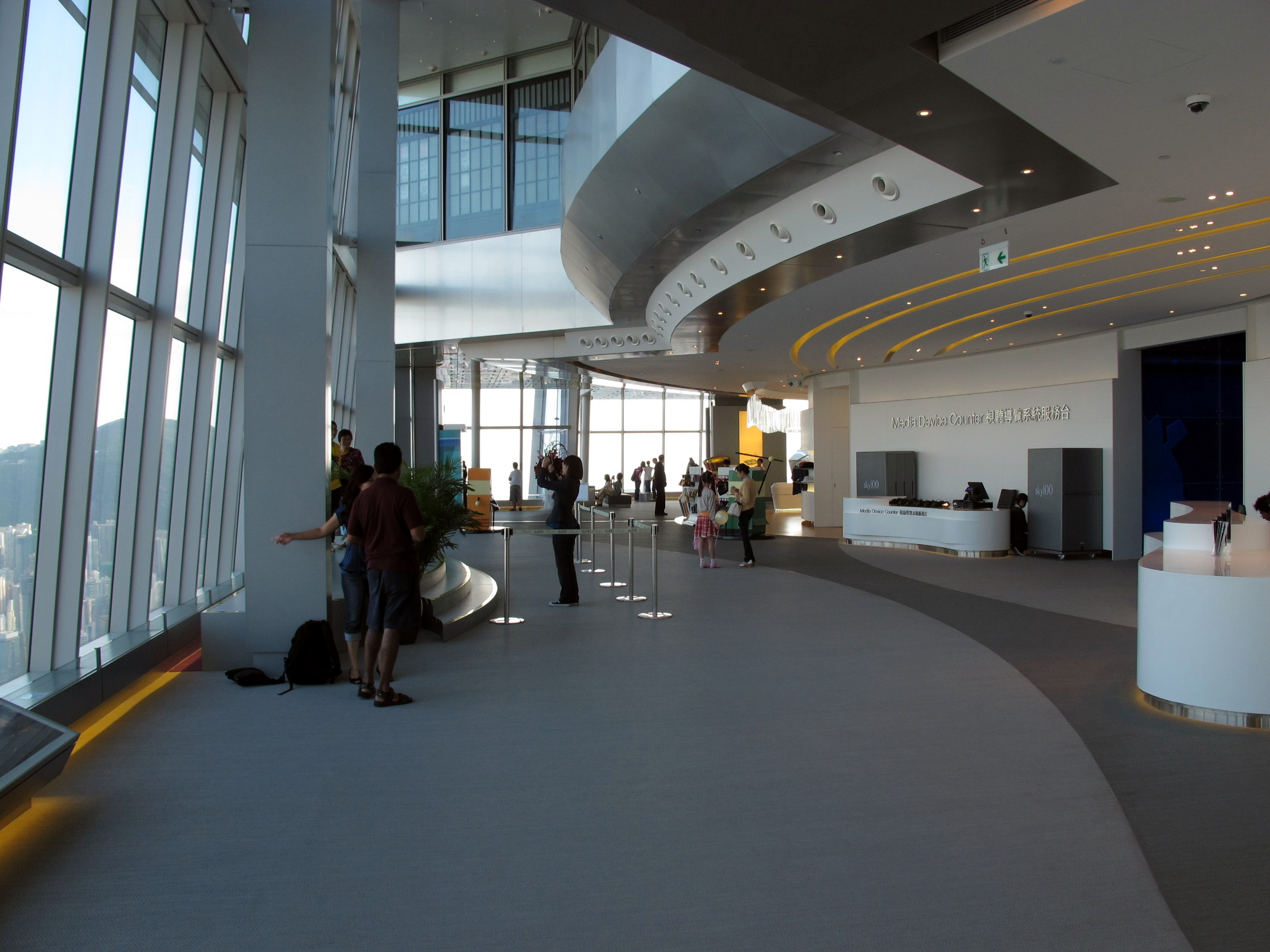
Interno dello Sky100 punto di osservazione Interior of Sky100 observation deck
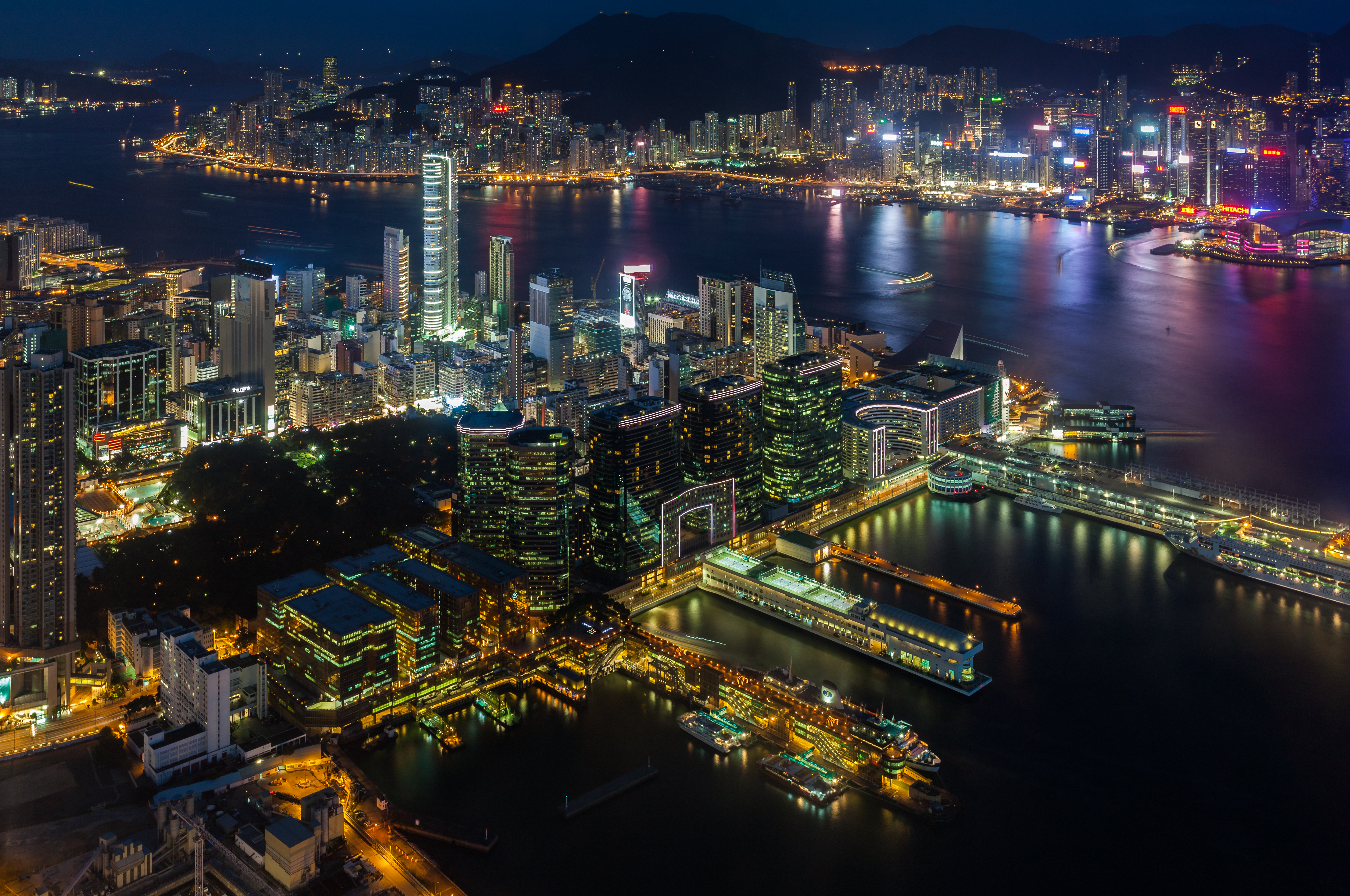
Vista del Victoria Harbour dallo Sky100